# قزلداش عليا
قزلداش عليا هي قرية في مقاطعة خوي، إيران. يقدر عدد سكانها بـ 292 نسمة بحسب إحصاء 2016.